# Stefania Grzeszczyk
Stefania Grzeszczyk (ur. 1950) – polska naukowiec, specjalizująca się w budownictwie, inżynierii materiałów budowlanych oraz technologii materiałów budowlanych; nauczyciel akademicki.

## Życiorys
Jest absolwentką Uniwersytetu Wrocławskiego, który ukończyła w 1975 roku. Następnie pracowała w Instytucie Mineralnych Materiałów Budowlanych w Opolu. Jednocześnie podjęła studia doktoranckie, uzyskując w 1983 roku stopień naukowy doktora nauk technicznych na Politechnice Wrocławskiej. Stopień naukowy doktora habilitowanego nauk technicznych w zakresie inżynierii materiałowej, otrzymała w 1993 roku na podstawie rozprawy pt. Właściwości reologiczne zaczynów cementowych a reaktywność klinkieru, który został jej nadany przez Radę Wydziału Inżynierii Materiałowej i Ceramiki Akademii Górniczo-Hutniczej w Krakowie. W tym samym roku otrzymała stanowisko profesora nadzwyczajnego w opolskim Instytucie Mineralnych Materiałów Budowlanych.
Od 1995 roku pracuje w Politechnice Opolskiej. W 2001 roku otrzymała tytuł profesor nauk technicznych, a trzy lata później otrzymała stanowisko profesora zwyczajnego na opolskiej uczelni technicznej. Od 1996 roku jest kierownikiem Katedry Inżynierii Materiałów Budowlanych PO. W latach 1996–1999 była prodziekanem ds. nauki Wydziału Budownictwa PO. Od 2008 roku jest dziekanem tego wydziału. Za jej kadencji w 2009 roku jednostka ta rozpoczęła kształcić studentów na kierunku: architektura i urbanistyka.
W latach 2001–2004 przebywała jako Visting Professor na uniwersytetach w Żylinie (Słowacja) i Stuttgarcie (Niemcy). Zasiadała w wielu krajowych organizacjach naukowych, w tym Komitecie Inżynierii Lądowej i Wodnej Polskiej Akademii Nauk, Polskim Towarzystwie Ceramicznym. Za swoją działalność naukowo-dydaktyczną była wielokrotnie odznaczana, w tym m.in. Złotym Krzyżem Zasługi.

## Publikacje
Jest autorką ponad 200 publikacji naukowych. Do najważniejszych z nich należą:
- Właściwości reologiczne zaczynów cementowych a reaktywność klinkieru, Opole 1989.
- Reologia zawiesin cementowych, Warszawa 1999.
- Popioły lotne i ich wpływ na reologię i hydratację cementów, Opole 2002.
- Environmental protection and technology, Opole 2009.